# Tintin a chrám Boha slunce
Tintin a chrám Boha slunce (ve francouzském originále Tintin et le temple du soleil) je animovaný film z roku 1969 vyrobený v produkci Belvision Studios. Vznikl v koprodukci Belgie, Francie a Švýcarska a je adaptací Hergého dvoudílného dobrodružství Tintina 7 křišťálových koulí a Chrám Slunce.

## Produkce
Po úspěchu kresleného seriálu společnosti Belvision (Hergého Tintinova dobrodružství) byl film (jenž se stal prvním ze dvou animovaných filmů, druhým byl Tintin a jezero žraloků z roku 1972) hojně propagován. Jacques Brel, fanoušek seriálu, přispěl do soundtracku dvěma písněmi s názvy Chanson de Zorrino a Ode a la Nuit.

## Děj
Když sedm archeologů najde starou inckou mumii, stanou se obětí incké kletby. Po návratu do Evropy jeden po druhém upadají do hlubokého spánku a jen jednou denně se ve stejnou dobu na několik minut probudí a mají halucinace o inckém bohu. Příběh filmu začíná tím, že šestého archeologa uspí obsah křišťálové koule, kterou mu Inkové hodili do auta.
Profesor Bergamotte pobývá s Tintinem, Filutou a kapitánem Haddockem na zámku Moulinsart. Když přijedou Tkadlecové, Bergamotte se od nich dozví, že je posledním členem expedice, jenž neupadl do podivné kletby. Blíží se bouřka a světla zhasnou. Toho využijí Inkové, aby uspali posledního člena expedice a zajali profesora Hluchavku, který se ukázal jako znesvětitel svatyně tím, že si nasadil na zápěstí náramek inckého boha slunce.
Jeho přátelé Tintin a Haddock se vydávají po stopách do Peru, do hor přes sníh a džungli a objeví Chrám slunce, kde jsou zadrženi. Jejich jedinou možností je vybrat si den, kdy chtějí být upáleni na hranici za pomocí paprsků slunce. Tintin se rozhodne moudře a dokáže využít zatmění. Nakonec dosáhne odpuštění, archeologové jsou vyléčeni ze svého prokletí a Hluchavka osvobozen.

## Obsazení
| Postava                                  | Původní hlas        |
| ---------------------------------------- | ------------------- |
| Tintin                                   | Philippe Ogouz      |
| Kapitán Haddock                          | Claude Bertrand     |
| Zorrino                                  | Lucie Dolène        |
| Chiquito                                 | Georges Atlas       |
| Svalnatý muž s knírem útočící na Zorrina | Albert Augier       |
| Koktající svědek v St. Nazaire           | Jacques Balutin     |
| Peruánský komisař                        | Jean-Henri Chambois |
| Zločinec na lodi                         | Henry Djanik        |
| Přednosta stanice Santa Clara            | Gérard Hernandez    |
| Policista v rádiové centrále             | Jean-Louis Jemma    |
| Maita                                    | Linette Lemercier   |
| Přednosta stanice Jauga                  | Serge Lhorca        |
| Jeden ze 7 vědců                         | Jacques Marin       |
| Velký Inka, otec princezny Maïty         | Jean Michaud        |
| Nestor                                   | Bernard Musson      |
| Přednášející, moderátor expedice 7 vědců | Roland Ménard       |
| Lékař 7 vědců                            | Serge Nadaud        |
| Zločinec s nožem v horách                | Serge Nadaud        |
| Incký strážce                            | Serge Nadaud        |
| Profesor Hluchavka                       | Fred Pasquali       |
| Tkadlec                                  | Guy Piérauld        |
| Kadlec                                   | Paul Rieger         |
| Profesor Bergamotte                      | André Valmy         |
| Jeden ze 7 vědců                         | Henri Virlojeux     |

### Vedlejší hlasy
- Geneviève Beau
- Jacques Jouanneau
- Jacques Ruisseau
- Jacques Sablon
- Bachir Touré

## Změny v porovnání s komiksem
Mnoho scén z knižní předlohy je odstraněno. Fakticky celý děj komiksu 7 křišťálových koulí je zkrácen do dvaceti minut filmu. Události byly pozměněny a některé přidány. Například je představena dcera prince Slunce, která se snaží prosit svého otce, aby ušetřil vězně (a má ráda Zorrina). Také Kadlec a Tkadlec doprovázejí Tintina a kapitána Haddocka na jejich výpravě za záchranou profesora Hluchavky, zatímco v komiksech je jejich jedinou rolí pokus o využití virgule, aby našli Tintina a jeho přátele (a jejich příchod do incké vesnice zdrží plánovanou popravu).